# Olympische Winterspiele 2022/Teilnehmer (Madagaskar)
| Gelbes Symbol für Goldmedaillen mit stilisierten Olympischen Ringen | Graues Symbol für Silbermedaillen mit stilisierten Olympischen Ringen | Braundes Symbol für Bronzemedaillen mit stilisierten Olympischen Ringen |
| ------------------------------------------------------------------- | --------------------------------------------------------------------- | ----------------------------------------------------------------------- |
| —                                                                   | —                                                                     | —                                                                       |

Madagaskar nahm an den Olympischen Winterspielen 2022 in Peking zum dritten Mal in seiner Geschichte an Olympischen Winterspielen teil. Die Skirennläufer Mathieu Neumuller und Mialitiana Clerc wurden nominiert.

## Teilnehmer nach Sportarten

### Ski Alpin
| Athleten          | Wettbewerbe  | 1. Lauf     | 1. Lauf | 2. Lauf       | 2. Lauf       | Gesamt        | Gesamt        |
| Athleten          | Wettbewerbe  | Zeit        | Rang    | Zeit          | Rang          | Zeit          | Rang          |
| ----------------- | ------------ | ----------- | ------- | ------------- | ------------- | ------------- | ------------- |
| Männer            |              |             |         |               |               |               |               |
| Mathieu Neumuller | Riesenslalom | DNF         | DNF     | ausgeschieden | ausgeschieden | ausgeschieden | ausgeschieden |
| Mathieu Neumuller | Slalom       | 1:07,90 min | 48      | 1:02,88 min   | 43            | 2:10,78 min   | 41            |
| Frauen            |              |             |         |               |               |               |               |
| Mialitiana Clerc  | Riesenslalom | 1:08,71 min | 52      | 1:07,31 min   | 42            | 2:16,02 min   | 41            |
| Mialitiana Clerc  | Slalom       | 1:02,22 min | 51      | 1:00,66 min   | 43            | 2:02,88 min   | 43            |